# 이석주 (1904년)
이석주(李錫柱, 1904년 1월 28일 완주 ~ 1998년 10월 30일)는 대한민국의 정치인이다. 본관(本貫)은 전의(全義)이다.

## 약력
- 한문 서당 수학
- 사립 호영(湖英)학교 중등과 졸업
- 한민당 중앙상무위원,재정차장
- 민족대표중앙본부 재정부위원
- 반탁투쟁위원회 중앙본부위원
- 신민당 중앙상무위원
- 대한독립농민총연맹중앙본부상무위원
- 사립 호영(湖英)학교 교장
- 1948년 5월 10일 : 제헌 국회의원 (전북 완주을)

## 역대 선거 결과
|  | 20.64% |

|  | 0% |

|  | 5.90% |

|  | 15.81% |

## 참고 자료
- 《대한민국 의정총람》, 국회의원총람발간위원회, 1994년
- 이석주 - 대한민국헌정회